# کرنش جانبی
کرنش‌های پدید آمده تحت نیروی محوری P در راستاهایی غیر از راستای نیروی وارده را کرنش جانبی گویند. در بعضی منابع از این کرنش به عنوان کرنش عرضی (Lateral Strain) یاد شده است. 
نسبت کرنش جانبی به به کرنش محوری (Elongation Strain) را ضریب پواسون (Poisson's Ratio) گویند. از آنجا که در اکثر مواد مکانیکی، در اثر کرنش طولی، کرنش عرضی ایجاد شده دارای علامت منفی است، برای درنظر گیری این موضوع، یک علامت منفی نیز در فرمول استخراج این نسبت وجود خواهد داشت.این نسبت به افتخار  سیمون پواسون، نسبت پواسون نامیده شد.
{\displaystyle \upsilon =-{\epsilon _{lat} \over \epsilon _{long}}}

قبل از اعمال بار

بعد از اعمال بار، مشاهده می‌شود تیر از جنس لاستیک، در راستای غیر محوری افزایش طول داشته است.

اگر راستای نیروی P را همان راستای x دستگاه مختصات دکارتی در نظر بگیریم، رابطه پواسون برای محورهای جانبی به صورت زیر خواهد بود:
{\displaystyle \nu =-{\frac {\varepsilon _{\mathrm {y} }}{\varepsilon _{\mathrm {x} }}}=-{\frac {\varepsilon _{\mathrm {z} }}{\varepsilon _{\mathrm {x} }}}}

## مقدمات
در اکثر مواد مکانیکی، با اعمال نیروی محوری و افزایش طول یک المان، شاهد کشش در آن محور خواهیم بود. با توجه به افزایش حجم صورت گرفته و فرض این موضوع که تا حد خوبی چگالی المان ثابت می‌ماند، پایستگی جرم حکم می‌کند که حجم کلی المان تغییر نکند و با افزایش طول در یک جهت، شاهد کاهش سطح مقطع برای ثابت ماندن حجم و در نتیجه جرم خواهیم بود. البته این نتیجه صرفا یک مثال از چگونگی کارکرد ضریب پواسون بوده و به عنوان اثبات پذیرفته نیست. 

## کرنش جانبی در مواد مختلف
نسبت ضریب پواسون بسته به خواص ساختاری ماده می‌تواند از 1- تا 0.5+ متغیر باشد. برای مثال این نسبت برای مواد ایزوتروپیک و کشسان خطی از -1 تا 0 متغیر است. این مقدار برای اکثر مواد مکانیکی بین 0 تا 0.5+ است.
در مثالی که در قسمت مقدمات ذکر شد، ماده مورد استفاده تراکم ناپذیر و چگالی ثابت خواهد بود. برای چنین ماده‌ای ضریب پواسون برابر 0.5+ خواهد بود. این مقدار بدین معنی است که با هر مقدار افزایش طول در راستای ایکس، به اندازه نصف آن مقدار در راستای وای و همین طور در راستای زد شاهد کاهش طول خواهیم بود. در اکثر فلزات و پلیمرهای سخت، این نسبت در ناحیه کشسان حدود 0.3+ می‌باشد که پس از تغییر و گذر از مرز تسلیم تا  0.5+ این مقدار افزایش می‌یابد. 

مقدار ضریب پواسون برای چند نوع از مواد به صورت زیر خواهد بود:
| مواد           | ضریب پواسون | مواد            | ضریب پواسون |
| -------------- | ----------- | --------------- | ----------- |
| چوب پنبه       | 0.0         | مینای دندان     | 0.31        |
| فوم            | 0.1 - 0.5   | سرامیک          | 0.29        |
| شیشه           | 0.18 - 0.3  | کامپوزیت رزین   | 0.28        |
| پلاستیک        | 0.5         | شن              | 0.15 - 0.4  |
| طلا            | 0.42        | فولاد           | 0.30        |
| رس اشباع از آب | 0.4 - 0.5   | برنج            | 034         |
| منیزیم         | 0.35        | تیتانیوم        | 0.34        |
| مس             | 0.33        | آلیاژ آلومینیوم | 0.33        |
| رس             | 0.30 - 0.45 | برنز            | 0.34        |
| چدن            | 0.28        | آهن فرفورژه     | 0.3         |

## مقدار ماکسیموم ضریب پواسون
ضریب پواسون یک ضریب بی بعد و از دسته ضرایب مرتبط با خواص مکانیکی مواد مثل مدول الاستیسیته یا مدول برشی می‌باشد.
از این رو پیش‌بینی می‌شود بتوان بین این ضریب و بقیه ضرایب مکانیکی ارتباط برقرار کرد. رابطه ضریب پواسون با بقیه ضرایب مکانیکی به صورت زیر استخراج و اثبات می‌شود:
در این اثبات فرض می‌کنیم مواد ایزوتروپیک (Isotropic) و همگن (Homogeneous) هستند.
اگر فرض کنیم در یک المان دیفرانسیلی از یک جسم، در هر سه راستای دستگاه مختصات دکارتی کرنش‌های {\displaystyle \epsilon _{x}\ ,\epsilon _{y}\ ,\epsilon _{z}} وجود دارند، این سه کرنش را می‌توان با ضریب پواسون به هم مرتبط کرد. از طرفی طبق تعرییف کرنش محوری می‌دانیم:
{\displaystyle \epsilon _{x}={\sigma _{x} \over E}}
مقادیر کرنش در راستای ایکس به دلیل وجود کرنش در دو راستای دیگر نیز برابر خواهند بود با:
{\displaystyle \epsilon {'}_{x}={-\nu \sigma _{y} \over E}}
{\displaystyle \epsilon {''}_{x}={-\nu \sigma _{z} \over E}}
پس کرنش کلی ناشی از تمامی کرنش‌ها در یک محور برابر خواهد بود با:
{\displaystyle \epsilon _{x}={1 \over {E}}{[\sigma _{x}+\nu (\sigma _{y}+\sigma _{z})}}
این فرمول به فرم کلی قانون هوک معروف است.
در دو راستای دیگر نیز به همین طریق و با تعویض اندیس‌ها، فرمول‌ها قابل استخراج هستند.
می‌دانیم قانون هوک برای مدول برشی به صورت زیر است:
{\displaystyle \gamma _{xy}={1 \over G}\tau _{xy}\ ,\gamma _{zy}={1 \over G}\tau _{zy}\ ,\gamma _{xz}={1 \over G}\tau _{xz}}
با چرخاندن 45 درجه‌ای محور‌های مختصات، تنش‌های برشی و محوری به یک دیگر تبدیل می‌شوند:
{\displaystyle \sigma _{max}=\tau _{xy}\ \ ;\sigma _{min}=-\tau _{xy}}
در نتیجه خواهیم داشت:
{\displaystyle \epsilon _{max}={\tau _{xy} \over E}{(1+\nu )}}
که با جایگذاری رابطه مدول برشی به رابطه ضریب پواسون و دو نسبت دیگر میرسیم:
{\displaystyle G={E \over {2(1+\nu )}}}
به طریق مشابه برای مدول بالک خواهیم داشت:
{\displaystyle k={E \over {3(1-2\nu )}}}
برای اکثر مواد، ضریب پواسون برابر 1/3 است، نتیجه آن که K برابر E می‌شود.
حال اگر تحت بارگذاری، حجم تغییر نکند،K  بینهایت خواهد شد و این به معنی ضریب پواسون 0.5+ است و این مقدار همان بیشترین مقدار ممکنه برای ضریب پواسون است.

## کاربردهای ضریب پواسون
- چوب پنبه: از چوب پنبه برای پلمپ در اکثر نوشیدنی‌ها استفاده می‌شود. با توجه به بارگذاری محوری در حین انجام این کار، اگر چوب پنبه دارای ضریب پواسونی غیر از ضفر می‌بود، در حین اعمال بار با افزایش سطح مقطع، نیروی وارده لازم برای فرو کردن آن در بطری‌ها به شدت افزایش می‌یافت که به احتمال زیاد از حد تحمل شیشه یا مواد این چنینی فراتر می‌رفت.
- لوله‌های انتقال سیالات: اگر فشار و سرعت سیال درون لوله‌ها زیاد باشد، تنش عمودی ایجاد شده بر روی یک المان حلقوی روی لوله افزایش می‌یابد و باعث افزایش سطح مقطع آن می‌شود. این افزایش سطح مقطع باعث کاهش تدریجی طول لوله می‌شود و این اتفاق در دراز مدت باعث کاهش استحکام اتصالات خواهد شد.
- مواد با ضریب پواسون منفی: این مواد که به تازگی وارد مراحل اولیه استفاده شده اند، به سبب خواص متفاوتشان نسبت به ساختارهای قبلی، قابلیت استفاده در بسیاری از محل‌ها را دارند. در اکثر این موارد، ما خواستار این هستیم که با اعمال یک بار محوری به جای نازک شدن و کاهش سطح مقطع جسم، سطح مقطع افزایش بیابد.
  - راکتورهای هسته‌ای magnox: مواد اگزتیک دارای بیشترین مدول برشی هستند. از این مواد برای محافظت از میله‌های گرافیتی دربرابر زلزله استفاده می‌شود.
  - پرده‌های ضد انفجار:حدود هشتاد درصد از موارد تلفات و خسارات ناشی از انفجار بابت پرتاب تکه شیشه‌های پرت شده پس از انفجار در محیط است.در پرده‌های ضد انفجار معمولی در زمان برخورد با موج انفجار، سوراخ‌های الیاف پارچه به سبب کشیده شدن، کوچک می‌شود و باعث می‌شود موج انفجار از پرده عبور نکند و پرده پاره شود. اما در مورد پرده‌های ضد انفجار اگزتیک، بعد از رسیدن موج انفجار، به سبب کشیده شدن، سوراخ‌های پرده بزرگ تر شده و موج انفجار اجازه عبور پیدا می‌کند اما در این بین تکه‌های شیشه و ... ناشی از انفجار اجازه عبور پیدا نخواهند کرد و فیلتر خواهند شد.[۶]
  - پزشکی: رگ‌های مصنوعی ساخته شده به دست بشر، از همان مشکل مشابه لوله انتقال سیالات رنج می‌برند و همزمان با پمپاژ خون، نازک می‌شوند و احتمال پارگی را افزایش می‌دهند. استفاده از رگ‌های ساخته شده از مواد اگزتیک، باعث می‌شود در هنگام پمپاژ خون رگ نه تنها نازک نشده بلکه با کلفت‌تر شدن آن، در مقابل پارگی مقاومت خواهد کرد. می‌توان به طریق مشابه، از این مواد برای ساختن ابزارآلات گشادکننده رگ‌ها استفاده کرد.[۷]